# ホワイトホール・ビル
ホワイトホール・ビル (Whitehall Building) はニューヨーク市マンハッタンに建つ高層ビルである。ロウアー・マンハッタンのバッテリー・パークから通りを挟んだ向かいのバッテリー通り17号に位置する。高さは20階建ての79mで、1904年に竣工した。

## 歴史
ホワイトホールビルは建築家en:Henry Hardenberghによって設計され1902-1904年の期間でオフィスビルとして建設された。このビルの名前は、17世紀このビルの近くに位置していたピーター・ストイフェサントが住んでいた家、"ホワイトホール" (White Hall) から取られている。このビルは1999年にアパートとして使われるようになった。
20世紀半ば頃、このビルをオフィスとして使っていた企業にタグボートの船団を運営していたMoran Towing Companyがある。無線呼び出しがまだなかった頃、人がこのビルの高所から望遠鏡で近づいてくる船を見張って、6フィート大のメガフォンを使ってMoranのタグボートがバッテリー・パークのドックに入船できるよう叫んで指示を出していた。

### 別館
グレーター・ホワイトホール (Greater Whitehall) として知られる別館は、31階建て129mの高層ビルである。住所はワシントン通り26号でホワイトホールビルの北隣に位置している。このビルはホワイトホールビルが好評だったことから、その拡張としてen:Clinton & Russellの建築設計事務所による設計で1908-1910年の期間で建設された。竣工した当時はニューヨーク市で最大のオフィスビルだった。
1910年の技術記録によると、二つのビルを合わせた総敷地面積は51,515平方フィート (4,786 m2)であった。これらのビルはともにen:George A. Fullerカンパニーによって建設された。
これらのビルはともにニューヨーク市歴史建造物保存委員会 (en) によって2000年2月8日にニューヨーク市歴史建造物として指定された。